# Judeus bucaranos
Judeus bucaranos (em usbeque: Buxoro yahudiylari; em hebraico: יהודים בוכרים; romaniz.: Yehudim Bukharim ou הודיאני בוכאראי i יהודיאני בוכארי; em persa: هودی بخارایی; Yahūde-ye Bukhārāī; em ladino: djudios de Buhara) são um grupo étnico e religioso de  judeus da Ásia Central que falam judeu-tajique (ou bucarano ou bujara), um dialeto do tajique. O nome do grupo vem da cidade de Bucara atualmente no Uzbequistão.
O antigo Emirado de Bucara e o canato homónimo que o precedeu tiveram uma considerável população judaica, que na capital constituía uma parte considerável da população da cidade, a qual ainda tem uma sinagoga ativa. Além de Bucara, outras cidades com população significativa de judeus bucaranos eram Samarcanda, Xacrisabez, Tasquente (no Uzbequistão), Duxambé (no Tajiquistão) e Bisqueque (no Quirguistão). Porém, após a dissolução da União Soviética a esmagadora maioria dos judeus bucaranos emigrou, principalmente para Israel e Estados Unidos e, em menor escala, para a Europa ou Austrália.[carece de fontes?]
Os judeus bucaranos são uma das comunidades de judeus mizrahim (ou judeus orientais). À semelhança dos judeus de outros países da Ásia Central, do Afeganistão, do Irão e do Cáucaso, o bucarano é uma das línguas judaico-iranianas, aparentadas com o tajique.